# Chariochilus metallescens
Chariochilus metallescens is een keversoort uit de familie bladsprietkevers (Scarabaeidae). De wetenschappelijke naam van de soort is voor het eerst geldig gepubliceerd in 1898 door Brenske.